# Ardeotis
Ardeotis is een geslacht van vogels uit de familie trappen (Otididae).

## Soorten
Het geslacht kent de volgende soorten:
- Ardeotis arabs – Arabische trap
- Ardeotis australis – Australische trap
- Ardeotis kori – Koritrap
- Ardeotis nigriceps – Indische trap